# Acalypha pendula
Acalypha pendula är en törelväxtart som beskrevs av Charles Wright och August Heinrich Rudolf Grisebach. Acalypha pendula ingår i släktet akalyfor, och familjen törelväxter. Inga underarter finns listade i Catalogue of Life.